# Evangelische Kirche (Wiesbaden-Igstadt)

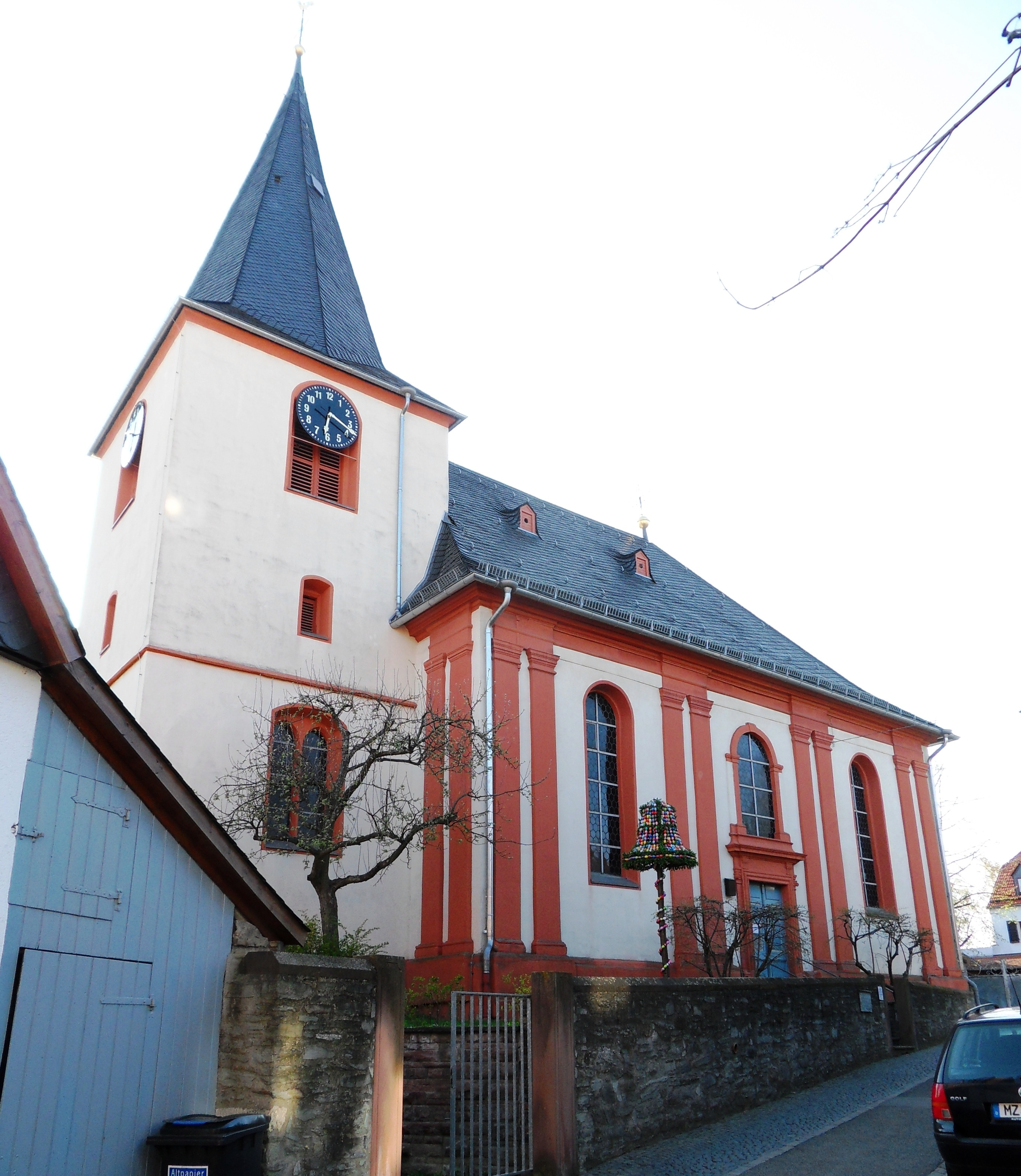
Evangelische Kirche (Wiesbaden-Igstadt)

Die Evangelische Kirche Wiesbaden-Igstadt ist ein denkmalgeschütztes Kirchengebäude in Igstadt, einem Ortsbezirk der kreisfreien Stadt Wiesbaden in Hessen. Die Kirchengemeinde gehört zum Dekanat Wiesbaden in der Propstei Rhein-Main in der Evangelischen Kirche in Hessen und Nassau.

## Geschichte
Die Abtei Altmünster in Mainz hatte auch den Kirchensatz und die Kollatur des 1338 in der Igstadter Kirche gestifteten St.-Katharina-Altars. Dieser Zeit gehört auch der heutige Kirchturm an. Wenige Jahre später wurde die einzige Igstadter Kirchenglocke gegossen. Sie trägt die Inschrift:

„Susanna heiß ich, Jost Vetter goß mich, Anno MCCCCIIII (1404)“

Dass Pfarrer Göckel im Jahre 1549 den ersten reformierten Gottesdienst in der Igstadter Kirche hielt, gilt als der Geburtstag der evangelischen Kirchengemeinde in Igstadt. Im Jahre 1726 brannte das Kirchenschiff ab.

## Beschreibung
An den spätgotischen Chorturm wurde 1727/28 nach Norden ein Kirchenschiff aus drei Jochen nach einem Entwurf von Johann Jakob Bager angebaut. Der Chorturm wurde mit einem achtseitigen spitzen Helm bedeckt. Sein oberstes Geschoss beherbergt die Turmuhr und den Glockenstuhl, in dem vier Kirchenglocken hängen. Die älteste 1456 gegossene Glocke hat sowohl den Ersten als auch den Zweiten Weltkrieg überstanden. Die Wand des Kirchenschiffs an der Ostseite beidseitig des Kirchturms hat je einen doppelten Pilaster. Die Südwand, in der sich das Portal befindet ist ebenfalls mit doppelten Pilastern gegliedert. Der Chor ist mit einem Kreuzrippengewölbe auf Konsolen überspannt. Das flache Tonnengewölbe des Kirchenschiffs aus der Bauzeit wurde in der ersten Hälfte des 19. Jahrhunderts durch eine Kassettendecke ersetzt.
1
Die Brüstungen der Emporen sind mit Szenen aus dem Neuen Testament bemalt. Der Schalldeckel der Kanzel ist mit einem Pelikan bekrönt. Ein hölzernes Kruzifix wurde 1728 von Martin Biterich angefertigt.
Die Orgel mit 13 Registern, 2 Manualen und Pedal wurde 1904 von Friedrich Weigle errichtet.